# 인드르지흐 코루탄스키

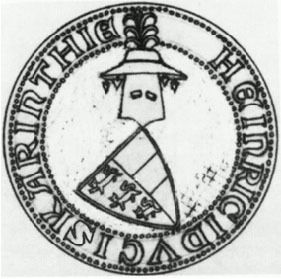
인드르지흐 코루탄스키의 인장

인드르지흐 코루탄스키(체코어: Jindřich Korutanský, 독일어: Heinrich von Kärnten 하인리히 폰 케른텐[*], 1265년경 ~ 1335년 4월 2일)는 케른텐 공국의 공작(재위: 1295년 11월 1일 ~ 1335년 4월 2일), 티롤 백국의 백작(재위: 1295년 11월 1일 ~ 1335년 4월 2일)이자 보헤미아의 국왕(재위: 1306년, 1307년 7월 3일 또는 7월 4일 ~ 1310년 8월 31일)이다. 고리치아 백작 출신이다.

## 생애
케른텐 공작을 역임했던 고리치아-티롤의 마인하르트 2세(Meinhard II)와 그의 아내인 비텔스바흐의 엘리자베트(Elisabeth) 사이에서 태어났다. 그의 누나인 케른텐의 엘리자베트(Elisabeth)는 훗날 알브레히트 1세의 아내가 된다.
1306년 바츨라프 2세의 딸인 프르셰미슬의 안나(Anna)와 결혼했지만 같은 해에 안나의 오빠인 바츨라프 3세가 암살되었다. 보헤미아의 귀족들은 인드르지흐를 보헤미아의 국왕으로 선출했다. 1307년 프라하를 점령한 알브레히트 1세는 오스트리아의 공작인 루돌프 3세가 바츨라프 2세의 왕비이자 폴란드의 공주였던 릭사 엘주비에타(Ryksa-Elżbieta)와 결혼하게 했고 루돌프 3세가 보헤미아의 국왕인 루돌프 1세로 즉위했음을 선언했다.
보헤미아의 귀족들이 인드르지흐를 지지하는 진영과 루돌프 1세를 지지하는 진영으로 나뉘면서 양측 간의 무력 충돌이 계속되었다. 1307년 루돌프 1세가 사망하면서 복위했지만 1310년 보헤미아의 귀족들이 얀을 보헤미아의 국왕으로 선출하면서 퇴위당했다.